# Ture Ollonberg
Ture Ollonberg, född 16 september 1704, död 14 april 1761 i Fuxerna församling, var en svensk friherre, lagman och häradshövding.

## Biografi
Ture Ollonberg var son till översten Carl Ollonberg och Helena Spole. Ollonberg blev häradshövding i Södra Inlands och Inlands Torpe härader 12 oktober 1733. Adjungerad ledamot i Göta hovrätt 8 december 1736.
Häradshövding över Onsjö, Luggude och Rönnebergs häraders domsaga 1737. Han var lagman i Västergötlands och Dals lagsaga från 1758 intill sin död 1761. Riddare av Nordstjärneorden 1751.
Ollonberg ägde gården Haneström och Fuxerna socken.

### Familj
Ollonberg gifte sig 8 september 1738 med Christina Maria Silfverskiöld (1719–1787). Hon var dotter till landshövdingen Nils Silfverskiöld och Christina Maria Lilliecreutz. De fick tillsammans barnen Christina Maria Ollonberg (1739–1764) som var gift med kommerserådet Patrik Alströmer, översten Carl Ollonberg (1740–1818) i armén, Helena Sofia Ollonberg (1742–1813) som var gift med hovjunkaren Johan Gripenstedt, Nils Ollonberg (född 1745), kaptenen Nils Ollonberg (1746–1805) i arméns flotta och Anna Hedvig Elisabet Ollonberg (1747–1748).